# Доброту (Арђеш)
Доброту (рум. Dobrotu) насеље је у Румунији у округу Арђеш у општини Албештиј де Арђеш. Oпштина се налази на надморској висини од 468 m.

## Становништво
Према подацима из 2002. године у насељу је живело 998 становника, од којих су сви румунске националности.